# Price Nunatak
Price Nunatak är en nunatak i Antarktis. Den ligger i Östantarktis. Australien gör anspråk på området. Toppen på Price Nunatak är 1 163 meter över havet.
Terrängen runt Price Nunatak är huvudsakligen lite kuperad. Trakten är obefolkad. Det finns inga samhällen i närheten. 